# Auraicept na nÉces

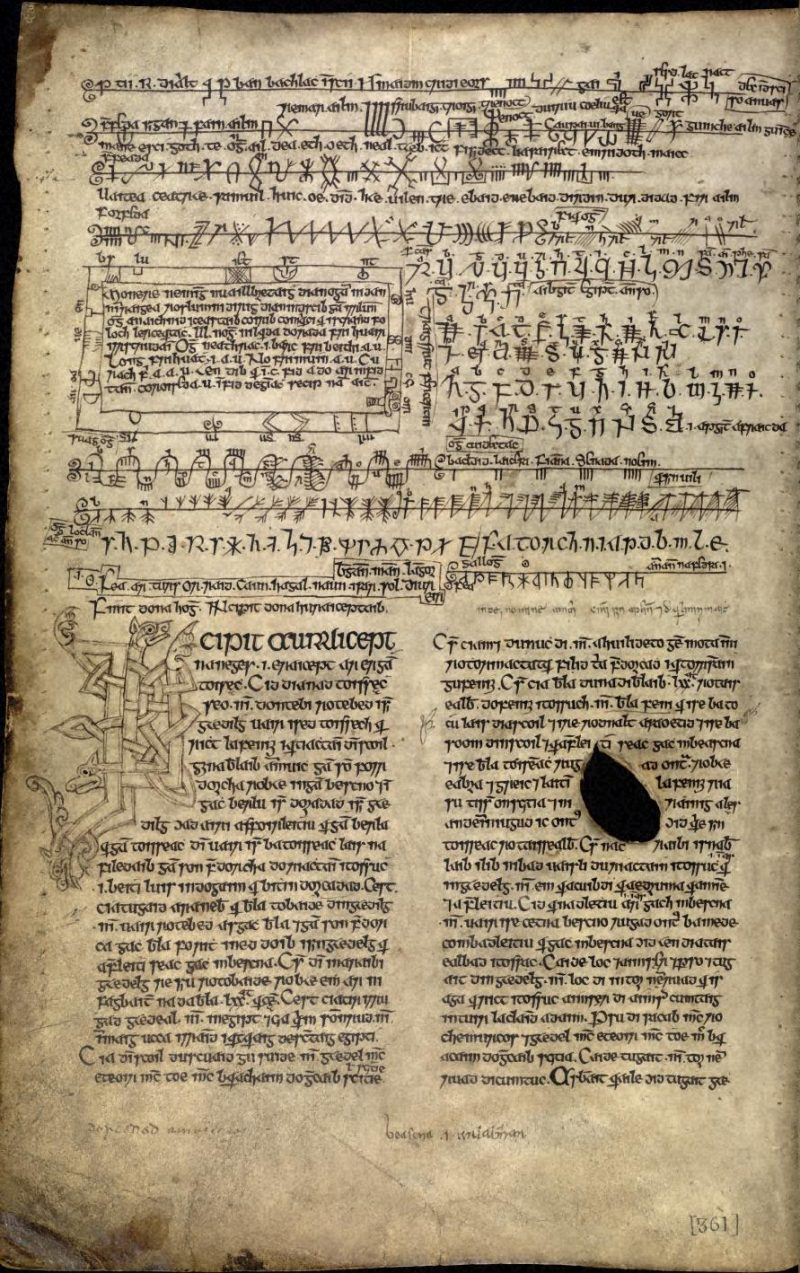
Einleitung des Auraicept na nÉces im Leabhar Bhaile an Mhóta („Das Buch von Ballymote“)

Auraicept na nÉces [ˈaurikʲept na ˈnʲeːgʲes] („Leitfaden für die gelehrten Dichter“) ist der Name einer Sammlung von Abhandlungen zur irischen Sprache. Als ursprünglicher Verfasser gilt der Gelehrte Longarad, der schon im 7. Jahrhundert mit den ersten Kapiteln begonnen haben soll. Nach einer anderen Überlieferung wurde das erste Buch des Werkes von Cenn Fáelad mac Ailella verfasst.
In zwei Handschriften aus dem 14. bis zum 16. Jahrhundert ist dieses Werk überliefert, die im Vergleich zur Urfassung weiter ausgebaut sind, allerdings unterschiedliche Versionen beinhalten. Die Abhandlung beginnt mit einer Einleitung über die Entstehung der irischen Sprache im Zusammenhang mit der babylonischen Sprachverwirrung. Es folgen Informationen zur Ogam-Schrift sowie zu Grammatik und Metrik des Irischen, wie sie von den filid („Dichtern“) verlangt wurde. Das Werk ist ein Versuch von Mönchen, die lateinischen Regeln auf ihre Muttersprache anzuwenden. Grundlagen sind die Werke der klassischen Grammatiker Aelius Donatus und Priscianus sowie die Etymologiae von Isidor von Sevilla.